# کارتیج (میسیسیپی)
کارتیج (به انگلیسی: Carthage) شهری در ایالت میسیسیپی کشور ایالات متحده آمریکا است که جمعیت آن در سرشماری سال ۲۰۱۰ میلادی، ۵٬۰۷۵ نفر بوده‌است.